# Centaurea erycina
Centaurea erycina — вид квіткових рослин айстрових (Asteraceae). Ендемік Сицилії.

## Середовище
Centaurea erycina росте на вапнякових скелях на горі Сан-Джуліано (північно-західна Сицилія), навколо та під замком Венери (село Еріче) приблизно на висоті 550-600 метрів над рівнем моря, а також на стінах замку, зроблених із тих же гірських порід. Ця територія характеризується мезосередземноморським кліматом із середньорічною температурою 16° і середньорічною кількістю опадів близько 800 мм. Вологість повітря дуже висока – майже завжди туман.